# Pardubice - zámek
Pardubice - zámek este o arie protejată (arie specială de conservare — SAC, sit de importanță comunitară — SCI) din Republica Cehă întinsă pe o suprafață de 3,75 ha, integral pe uscat.

## Localizare
Centrul sitului Pardubice - zámek este situat la coordonatele 50°02′31″N 15°46′41″E / 50.041944°N 15.778056°E.

## Înființare
Situl Pardubice - zámek a fost declarat sit de importanță comunitară în aprilie 2005 pentru a proteja 1 specie de animale. Situl a fost protejat și ca arie specială de conservare în octombrie 2013.

## Biodiversitate
Situată în ecoregiunea continentală, aria protejată nu include niciun habitat protejat.
La baza desemnării sitului se află o specie protejată de  nevertebrate: Osmoderma eremita.